# Neosalvarsan
Neosalvarsan es un fármaco quimioterapéutico sintético y un compuesto organoarsénico.  Se ha empleado desde 1912 y es el sustituto del salvarsan, más tóxico y con menor hidrosolubilidad, como tratamiento eficaz de la sífilis. Ya que ambos fármacos contienen arsénico y su empleo implica un riesgo elevado de efectos adversos, en 1940 la penicilina los reemplazó como el fármaco prescrito para esa enfermedad.
Paul Ehrlich desarrolló tanto el salvarsan como el neosalvarsan en su laboratorio, ubicado en Fráncfort, Alemania. Sus hallazgos fueron el producto del primer esfuerzo conjunto por mejorar la actividad biológica de un principio activo a través de modificaciones químicas sistemáticas. Este proyecto es el inicio de la mayor parte de la investigación farmacéutica. Al igual que el salvarsan, el neosalvarsan es un profármaco, es decir, se metaboliza dentro del organismo para ser activo farmacológicamente.
Aunque se creía, como el salvarsan, que contenía un doble enlace arsénico-arsénico, se sabe actualmente que esto es incorrecto, sino que este elemento está presente como una combinación de anillos de tamaño variable que tienen enlaces simples arsénico-arsénico.